# Erica Vaal
Erica Vaal (née en 1927, morte le 17 octobre 2013 à Staatz) est une animatrice de radio et actrice autrichienne.

## Biographie
Après une formation au Max Reinhardt Seminar, elle joue quelques rôles de figuration au théâtre et au cinéma dans les années 1950 et 1960.
Après la présentation du Concours Eurovision de la chanson 1967, elle devient animatrice pour la nouvelle radio Ö3. Elle présente jusqu'à la fin des années 1980 une émission sur la musique sud-américaine. Elle passe plusieurs années au Mexique.

## Filmographie
- 1953 : Ivan, le fils du diable blanc
- 1956 : Thunderstorm
- 1957 : Dort in der Wachau
- 1959 : Le Voyage
- 1959 : Der Schatz vom Toplitzsee
- 1965 : Du suif dans l'Orient-Express
- 1965 : Man soll den Onkel nicht vergiften (TV)
- 1972 : Die Abenteuer des braven Soldaten Schweijk (TV)